# 小行星8893
小行星8893是一颗围绕太阳公转的小行星。1995年5月23日，蒂莫西·B·斯帕爾在卡特林那发现了此天体。
这颗小行星的绝对星等为154.4955381778918等。